# 斯芬克斯国际机场
斯芬克斯国际机场（阿拉伯语：‎）是埃及的一座民用机场，服务于开罗西侧城市吉萨，机场毗邻开罗西空军基地并与该机场共享一些基础设施。其位于开罗-亚历山大沙漠公路上。
主跑道方向16R/34L，长度为2（1.2英里），位于空军基地跑道以西，舷梯及一些设施位于跑道的西侧。
空军基地的戰術空中導航系統位于空地上，VOR-DME系统位于机场以东25.6海里（47）。
2017年10月，宣布机场将在次年夏季开通商业航班，并于2018年10月开始试运营。
2019年1月26日，埃及快運航空推出飞往古尔代盖、沙姆沙伊赫、卢克索以及阿斯旺的定期航班。

## 航线及航点
| 航空公司     | 目的地                                        |
| ------------ | --------------------------------------------- |
| 埃及快運航空 | 季节性： 阿斯旺、古尔代盖、卢克索、沙姆沙伊赫 |